# Iulică Ruican
Iulică Ruican (n. 29 august 1971, Cujmir, România) este un fost canotor român, laureat cu medaliile de aur și argint la Barcelona 1992 la probe de canotaj. A primit titlul de Maestru Emerit al Sportului.

## Legături externe
Materiale media legate de Iulică Ruican la Wikimedia Commons
- Iulică Ruican la Comitetul Olimpic și Sportiv Român (arhivat)
- en Iulică Ruican la Olympedia.org